# Parepierus tumidifrons
Parepierus tumidifrons är en skalbaggsart som beskrevs av Cooman 1935. Parepierus tumidifrons ingår i släktet Parepierus och familjen stumpbaggar. Inga underarter finns listade i Catalogue of Life.